# Niphoparmena spinipennis
Niphoparmena spinipennis là một loài bọ cánh cứng trong họ Cerambycidae.